# G-funk
G-funk (izvorno kao gangsta-funk) je pod žanr hip-hop glazbe. G-funk je nastao 1990-ih iz West Coast hip hopa, funka i gangsta rapa. G-funk glazba se prepoznaje po sintesajzerima koji proizvode melodičan zvuk, sporoj glazbi, dubokom basu i ženskim vokalima iz pozadine. Lirski sadržaj ovisi o izvođaču, a općenito tekst sastoji seks, drogu, nasilje i žene, a također i ljubav prema gradu i prijateljima. Sve se to izvodi sporim i opuštajućim glasom kako bi se naglasile riječi i popratio ritam.

## Poznati G-funk umjetnici
- Snoop Dogg
- Dr. Dre
- Warren G
- Too Short
- DJ Quik
- Nate Dogg
- The Dove Shack
- Twinz
- Eazy E